# 涡扇-6
涡扇-6（WS-6）是中华人民共和国一款曾尝试设计的军用涡轮风扇航空发动机。该引擎为1970年代为当时的J-13战斗机开发计划的配套产物，最终，整个J-13计划被确定终止。